# Liste der Baudenkmäler in Rinchnach
Auf dieser Seite sind die Baudenkmäler in der niederbayerischen Gemeinde Rinchnach zusammengestellt. Diese Tabelle ist eine Teilliste der Liste der Baudenkmäler in Bayern. Grundlage ist die Bayerische Denkmalliste, die auf Basis des Bayerischen Denkmalschutzgesetzes vom 1. Oktober 1973 erstmals erstellt wurde und seither durch das Bayerische Landesamt für Denkmalpflege geführt wird. Die folgenden Angaben ersetzen nicht die rechtsverbindliche Auskunft der Denkmalschutzbehörde.
 Die Liste gibt den Fortschreibungsstand vom 4. November 2016 wieder und umfasst 24 Baudenkmäler.

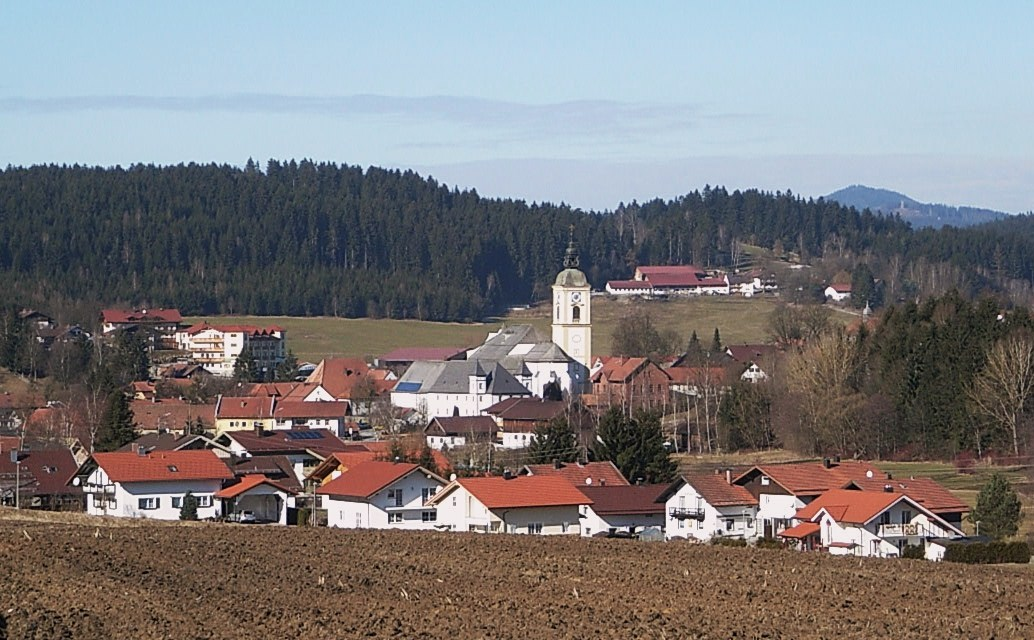
Blick auf Rinchnach

## Baudenkmäler nach Ortsteilen

### Rinchnach
| Lage | Objekt                                                                                        | Beschreibung | Akten-Nr.     | Bild           |
| --- | --------------------------------------------------------------------------------------------- | --- | ------------- | -------------- |
| Gehmannsberger Straße 8 (Standort)                                                                                                   | Sogenanntes „weißes Schulhaus“                                                                | Zweigeschossiger Halbwalmdachbau, gegliederter Baukörper mit Dachreiter, Vorbau mit Schweifgiebel, Anfang 20. Jahrhundert. | D-2-76-139-38 | BW             |
| Hofmark 10; Probsteigasse 4; Hofmark 6; Probsteigasse 3; in Rinchnach; Probsteigasse 6; Probsteigasse 2; Probsteigasse 1. (Standort) | Ehemalige Benediktinerpropstei mit Kirche, Klostergebäuden, Klostergasthof und Wirtschaftshof | Gegründet 1011, nach mehreren Bränden im 16. und 17. Jahrhundert weitgehend erneuert. Ehemalige Klosterkirche, jetzt katholische Pfarrkirche St. Johannes Baptist, Saalkirche mit Schopfwalmdach und eingezogenem, fünfseitig geschlossenem Chor, Flankenturm mit Dachlaterne, Westfassade mit Schweifgiebel und zwei flankierenden Kapellen, 1727–32 von Johann Michael Fischer, im Kern spätgotisch; mit Ausstattung; ehemaliges Kloster, jetzt Pfarrhof, südlich der Kirche um einen Kreuzgang, Dreiflügelanlage, zweigeschossiger Steildachbau, im Wesentlichen spätgotisch, im 17. Jahrhundert teilweise barockisiert, Kellergewölbe romanisch; ehemalige Propstei, Verlängerung des südlichen Kreuzgangflügels nach Osten, zweigeschossiger Walmdachbau, dreigeschossige Seitentürme mit Pyramidendächern, 1708; Gasthof Klosterwirt, zweigeschossiger Halbwalmdachbau, 17./18. Jahrhundert; östlich anschließend Verbindungsbau zu Hofmark 8 mit gewölbter Durchfahrt zur Propsteigasse, 17./18. Jahrhundert; Schwesternhaus, ehemaliges Schulhaus, zweigeschossiger traufständiger Satteldachbau, 1829; Wirtschaftshof, winkelförmig im Süden der Klosteranlage, eingeschossige Flachsattelund Walmdachtrakte mit Segmentbogenöffnungen, 18./19. Jahrhundert. | D-2-76-139-2  | weitere Bilder |
| Hofmark 21 (Standort) | Ehemalige Schule, sogenannte „rote Schule“                                                    | Zweigeschossiger Satteldachbau, einachsiger übergiebelter Eingangsrisalit nach Süden, Ziegelmauerwerk über Natursteinsockel, 1888; Nebengebäude, erdgeschossiger Ziegelbau mit Satteldach, wohl gleichzeitig. | D-2-76-139-50 | BW             |
| Zimmerstraße 5 (Standort) | Wohnhaus                                                                                      | Zweigeschossiger Flachsatteldachbau, giebelseitig mit Rundbalusterschroten, Blockbau, Anfang 19. Jahrhundert. | D-2-76-139-4  | BW             |

### Ellerbach
| Lage                                                    | Objekt                                          | Beschreibung | Akten-Nr.    | Bild |
| ------------------------------------------------------- | ----------------------------------------------- | --- | ------------ | ---- |
| Ellerbach 1 (Standort)                                  | Waldlerhaus eines Hakenhofs                     | Eineinhalbgeschossiger Flachsatteldachbau mit verbrettertem Giebelschrot und geschnitzter Schrotsäule, Oberteil und nach Süden Blockbau, 1748 (dendrochronologisch datiert), Portal zum Stall bezeichnet mit „1798“; Querstadel, Steildachbau, Holzständerwerk mit Verbretterung, erstes Viertel 19. Jahrhundert. | D-2-76-139-5 | BW   |
| Ellerbach 3; Ellerbach 3 1/2; Nähe Ellerbach (Standort) | Wohnstallhaus eines geschlossenen Vierseithofes | Zweigeschossiger Flachsatteldachbau mit Putzgliederung, zum Teil Blockbau, zum Hof offen, Stall mit verbrettertem Schrot, erste Hälfte 19. Jahrhundert; Traidkasten über ehemaliger Nebeneinfahrt, geständerter Blockbau, in Stadel integriert, gleichzeitig; Hoftor, Holzständerwerk mit Verbretterung, mit Durchfahrt und Pforte; gleichzeitig; Backhaus, kleiner Satteldachbau mit korbbogiger Feueröffnung, Bruchstein, gleichzeitig. | D-2-76-139-6 | BW   |
| Ellerbach 5 (Standort)                                  | Wohnstallhaus                                   | Zweigeschossiger und massiver Satteldachbau, Mitte 19. Jahrhundert. | D-2-76-139-7 | BW   |

### Falkenstein
| Lage                      | Objekt      | Beschreibung                                                                                             | Akten-Nr.    | Bild |
| ------------------------- | ----------- | --- | ------------ | ---- |
| In Falkenstein (Standort) | Ortskapelle | Satteldachbau, dreiseitig geschlossen, Dachreiter mit Spitzhelm, bezeichnet mit „1936“; mit Ausstattung. | D-2-76-139-9 | BW   |

### Gehmannsberg
| Lage                                                         | Objekt                                    | Beschreibung | Akten-Nr.     | Bild           |
| ------------------------------------------------------------ | ----------------------------------------- | --- | ------------- | -------------- |
| Gehmannsberg 101; Ochsenberg; auf den Schliechten (Standort) | Katholische Wallfahrtskirche Mariä Geburt | Saalkirche mit Halbwalmdach, rundbogig geschlossen, Flankenturm mit Glockenhaube, 1765/66; mit Ausstattung; Kreuzweg mit fünfzehn Stationen, Stelen mit Bildnischen, Granit, bezeichnet mit „1820“. | D-2-76-139-13 | weitere Bilder |

### Großloitzenried
Ensemble Ortskern Großloitzenried (Aktennummer E-2-76-139-1)
Das Ensemble umfasst die Anwesen des funktionstüchtigen kleinen Angerdorfes mit massiven Satteldachhäusern vorwiegend aus der Zeit der Jahrhundertwende. Die vier größten Anwesen sind stattliche Dreiseitanlagen mit Hoftoren und liegen an den vier Eckfeldern einer schrägen Wegekreuzung. Die übrigen Anwesen schließen den von der Kreuzung leicht nach Norden ansteigenden Anger mit Kapelle nordseitig ab. Der Weiler, der auf die Besiedelung durch Niederaltaich/Rinchnach im 11./12. Jahrhundert zurückgeht, hat eine kontinuierliche Bewirtschaftungstradition; von den im Saalbuch der Herrschaft Weißenstein zwischen 1434 und 1438 genannten fünf Gütern und einer Sölde erscheinen in einer Konskription von 1752 zwei (1/1) Höfe, zwei (1/2) Güter und zwei (1/4) Lehen, die noch in den heutigen Anwesen erkennbar sind, die beiden (1/1) Höfe sind identifizierbar als Haus Nummer 8 und 6.
| Lage                          | Objekt      | Beschreibung | Akten-Nr.     | Bild |
| ----------------------------- | ----------- | --- | ------------- | ---- |
| Großloitzenried 5 (Standort)  | Waldlerhaus | Eingeschossiger Flachsatteldachbau mit verschalter Giebellaube, Kniestock Blockbau, zweite Hälfte 18. Jahrhundert. | D-2-76-139-14 | BW   |
| Großloitzenried 8 (Standort)  | Bauernhaus  | Zweigeschossiger Flachsatteldachbau mit Kniestock, mit Putzgliederungen und Bruchsteinsockel, bezeichnet mit „1906“; Stallgebäude, zweigeschossiger Flachsatteldachbau mit Traufseitschrot, Obergeschoss Blockbau, bezeichnet mit „1870“, im Kern älter. | D-2-76-139-15 | BW   |
| In Großloitzenried (Standort) | Ortskapelle | Satteldachbau mit wenig eingezogenem, halbrund geschlossenem Chor und Giebelreiter, 1884; mit Ausstattung. | D-2-76-139-16 | BW   |

### Herrnmühle
| Lage                    | Objekt          | Beschreibung | Akten-Nr.     | Bild |
| ----------------------- | --------------- | --- | ------------- | ---- |
| Herrnmühle 9 (Standort) | Ehemalige Mühle | Zweigeschossiger Schopfwalmdachbau, nach Nordwesten Schleppdachanbau, traufseitig mit Holzlaube, bezeichnet mit „1818“. | D-2-76-139-18 | BW   |

### Kandlbach
| Lage                | Objekt     | Beschreibung                                                                         | Akten-Nr.     | Bild |
| ------------------- | ---------- | ------------------------------------------------------------------------------------ | ------------- | ---- |
| Am Pfahl (Standort) | Wegkapelle | Satteldachbau mit Dachreiter, dreiseitig geschlossen, zweite Hälfte 19. Jahrhundert. | D-2-76-139-35 | BW   |

### Kasberg
| Lage                  | Objekt                          | Beschreibung                                                                         | Akten-Nr.     | Bild |
| --------------------- | ------------------------------- | ------------------------------------------------------------------------------------ | ------------- | ---- |
| Kasberg 13 (Standort) | Traidkasten eines Vierseithofes | Zweigeschossiger Steildachbau, geständerter Blockbau erstes Viertel 19. Jahrhundert. | D-2-76-139-23 | BW   |

### Ried
| Lage                        | Objekt      | Beschreibung                                                                                                  | Akten-Nr.     | Bild |
| --------------------------- | ----------- | --- | ------------- | ---- |
| In Ried; Ried 24 (Standort) | Ortskapelle | Satteldachbau, halbrund geschlossen, Dachreiter mit Zwiebelhaube, gefugter Bruchstein, bezeichnet mit „1892“. | D-2-76-139-27 | BW   |
| Riedstein (Standort)        | Bergkapelle | Satteldachbau, polygonal geschlossen, Dachreiter mit Zwiebelhaube, gefugter Bruchstein, 1930.                 | D-2-76-139-28 | BW   |

### Schönanger
| Lage                                                 | Objekt                     | Beschreibung | Akten-Nr.     | Bild |
| ---------------------------------------------------- | -------------------------- | --- | ------------- | ---- |
| In Schönanger; Schönanger 7; Schönanger 8 (Standort) | Weilerkapelle              | Steildachbau mit Dachreiter und wenig eingezogenem, halbrund geschlossenem Chor, Mitte 19. Jahrhundert; mit Ausstattung.                                                                                               | D-2-76-139-31 | BW   |
| Schönanger 9 (Standort)                              | Einfirsthof                | Eingeschossiger Halbwalmdachbau, nach Norden Stadel, Gebäudeflügel nach Südosten mit Satteldach, zum Teil Blockbau, erste Hälfte 19. Jahrhundert.                                                                      | D-2-76-139-29 | BW   |
| Schönanger 10; Widdersdorfer Feld (Standort)         | Stadel eines Vierseithofes | Eingeschossiger Schopfwalmdachbau, Holzständerwerk, Mitte 19. Jahrhundert; Traidkasten, eingeschossiger Flachsatteldachbau, Blockbau, zweites Viertel 19. Jahrhundert, um 2005 auf dem Hof an neuen Standort versetzt. | D-2-76-139-30 | BW   |

### Unterasberg
| Lage                      | Objekt      | Beschreibung | Akten-Nr.     | Bild |
| ------------------------- | ----------- | --- | ------------- | ---- |
| In Unterasberg (Standort) | Ortskapelle | Walmdachbau mit Dachüberstand, halbrund geschlossen, Dachreiter mit Zwiebelhaube, 1820.                                   | D-2-76-139-37 | BW   |
| Unterasberg 16 (Standort) | Bauernhaus  | Zweigeschossiger Flachsatteldachbau mit umlaufendem Brettbalusterschrot, Oberteil Blockbau, erste Hälfte 19. Jahrhundert. | D-2-76-139-36 | BW   |

### Voggenried
| Lage                    | Objekt                            | Beschreibung | Akten-Nr.     | Bild |
| ----------------------- | --------------------------------- | --- | ------------- | ---- |
| Voggenried 1 (Standort) | Wohnstallhaus eines Dreiseithofes | Eingeschossiger Flachsatteldachbau mit Kniestock, Bruchstein, erste Hälfte 19. Jahrhundert; Ausnahmhaus, zweigeschossiger Flachsatteldachbau, Obergeschoss Blockbau, hofseitig mit verschaltem Laubengang, gleichzeitig. | D-2-76-139-34 | BW   |

## Ehemalige Baudenkmäler
In diesem Abschnitt sind Objekte aufgeführt, die früher einmal in der Denkmalliste eingetragen waren, jetzt aber nicht mehr. Objekte, die in anderem Zusammenhang also z. B. als Teil eines Baudenkmals weiter eingetragen sind, sollen hier nicht aufgeführt werden. Aktennummern in diesem Abschnitt sind ehemalige, jetzt nicht mehr gültige Aktennummern.

| Lage                                        | Objekt                                                 | Beschreibung                                                                                                   | Akten-Nr.     | Bild |
| ------------------------------------------- | ------------------------------------------------------ | --- | ------------- | ---- |
| Rinchnach Hirtengasse 4 (Standort)          | Stein-Türsturz                                         | Profiliert, 1832.                                                                                              | D-2-76-139-1  | BW   |
| Rinchnach Richtergasse 8 (Standort)         | Stein-Türsturz von 1811                                | | D-2-76-139-3  | BW   |
| Ellerbach Nördlich an der Straße (Standort) | Bildstock                                              | Um 1800. | D-2-76-139-8  | BW   |
| Gehmannsberg 6 (Standort)                   | Wohnstallhaus eines geschlossenen Vierseithofes        | Zum Hof offener, sonst verputzter Blockbau; quer dazu Ausnahmshäusl, Blockbau; erstes Drittel 19. Jahrhundert. | D-2-76-139-10 | BW   |
| Gehmannsberg 36 (Standort)                  | Waldlerhaus                                            | Mit Blockbauoberteil, im Kern noch 18. Jahrhundert.                                                            | D-2-76-139-11 | BW   |
| Gehmannsberg 37 (Standort)                  | Kleinbauernhaus                                        | Türsturz bezeichnet mit „1848“.                                                                                | D-2-76-139-12 | BW   |
| Hönigsgrub 22 (Standort)                    | Historische Ausstattung in 1935 erneuerter Ortskapelle | | D-2-76-139-19 | BW   |
| Hönigsgrub Fahrweg nach Kapfham (Standort)  | Totenbretterreihe                                      | Vor und nach 1900; östlich der Ortschaft am Fahrweg nach Kapfham.                                              | D-2-76-139-20 | BW   |
| Kasberg Haus Nummer 8 ()                    | Ausnahmshaus                                           | Mit Blockbau-Oberteil, Anfang 19. Jahrhundert, Dach wohl später.                                               | D-2-76-139-21 |      |
| Kasberg Haus Nummer 14 (Standort)           | Zugehöriges hölzernes Hoftor und Pforte                | Erste Hälfte 19. Jahrhundert.                                                                                  | D-2-76-139-24 | BW   |
| Oberasberg 1, südlich vom Ort (Standort)    | Kleinbauernhaus                                        | Mit Blockbau-Obergeschoss, gegen Mitte 19. Jahrhundert, Dach später.                                           | D-2-76-139-25 | BW   |
| Ried 22 (Standort)                          | Zugehöriger Traidkasten                                | Wohl gegen Mitte 19. Jahrhundert; im Stadel.                                                                   | D-2-76-139-26 | BW   |
| Rinchnach Südlich an der Straße ()          | Totenbrettergruppe                                     | 20. Jahrhundert.                                                                                               | D-2-76-139-32 |      |
| Sölden Söldener Straße 3 (Standort)         | Steinernes Türgerüst                                   | Bezeichnet mit „1813“, an der ehemaligen Mühle.                                                                | D-2-76-139-33 | BW   |